# Línea 185 (Interurbanos Madrid)

Esquema de dársenas del intercambiador subterráneo de Plaza de Castilla

La línea 185 de la red de autobuses interurbanos de Madrid une la terminal subterránea de autobuses del Intercambiador de Plaza de Castilla con Nuevo Algete pasando por Cobeña.

## Características
Esta línea une Madrid con Cobeña en aproximadamente 40 min y con los nuevos desarrollos urbanísticos de Algete, conocidos como Nuevo Algete o Retamar de Algete en 50 min.
Desde el 1 de octubre del 2013 comenzó a dar servicio también a Cobeña, algo que previamente no hacía. Esto coincide con una reordenación de horarios de la línea 183, con la que actualmente se complementa para comunicar el Intercambiador de Plaza de Castilla con Cobeña.
El recorrido normal circula por la A-1 sin entrar dentro del casco urbano de Alcobendas ni San Sebastián de los Reyes, realizando paradas en la vía de servicio de la A-1 antes de tomar la A-1 y circular hasta la salida 20 y realizar una parada en el Centro Comercial Alegra, para luego continuar por la N-1.
Existen expediciones que con el objetivo de acelerar la llegada a Madrid en hora punta para el barrio de Nuevo Algete no dan servicio a Cobeña, circulando por la carretera M-106 de la misma manera que lo hacen las líneas 181 y 182.
Siguiendo la numeración de líneas del CRTM, las líneas que circulan por el corredor 1 son aquellas que dan servicio a los municipios situados en torno a la A-1 y comienzan con un 1. Aquellas numeradas dentro de la decena 180 corresponden a aquellas que circulan por Algete.
La línea no mantiene los mismos horarios todo el año, desde el 16 al 31 de julio se reducen el número de expediciones los días laborables entre semana (sábados laborables, domingos y festivos tienen los mismos horarios todo el año) y se reducen aún más durante el mes de agosto (también solo los días laborables entre semana), además de los días excepcionales vísperas de festivo y festivos de Navidad en los que los horarios también cambian y se reducen.
Está operada por la empresa Interbus mediante la concesión administrativa VCM-101 - Madrid - Alcobendas - Algete - Tamajón (Viajeros Comunidad de Madrid) del Consorcio Regional de Transportes de Madrid.

### Sublíneas
Aquí se recogen todas las distintas sublíneas que ha tenido la línea 185. La denominación de sublíneas que utiliza el CRTM es la siguiente:
- Número de línea (185)
- Sentido de circulación (1 ida, 2 vuelta)
- Número de sublínea

Por ejemplo, la sublínea 185202 corresponde a la línea 185, sentido 2 (vuelta) y el número 02 de numeración de sublíneas creadas hasta la fecha.
| Ida    | Ruta                         | Itinerario                     | Vuelta | Ruta | Itinerario                     |
| 185101 | -                            | Madrid - Cobeña - Nuevo Algete | 185201 | -    | Nuevo Algete - Cobeña - Madrid |
| 185202 | No existe la ruta "d" de ida | No existe la ruta "d" de ida   | 185202 | d    | Nuevo Algete - Madrid DIRECTO  |

## Horarios

### 1 septiembre - 15 julio
| Lunes a viernes laborables     | Lunes a viernes laborables     | Sábados laborables, domingos y festivos | Sábados laborables, domingos y festivos |
| Madrid > Cobeña > Nuevo Algete | Nuevo Algete > Cobeña > Madrid | Madrid > Cobeña > Nuevo Algete          | Nuevo Algete > Cobeña > Madrid          |
| 06:50                          | 06:35                          | 07:10                                   | 06:40                                   |
| 08:10                          | 06:55                          | 09:10                                   | 08:20                                   |
| 09:30                          | 07:25                          | 11:10                                   | 10:20                                   |
| 11:10                          | 07:55                          | 13:10                                   | 12:20                                   |
| 13:10                          | 09:15                          | 15:10                                   | 14:20                                   |
| 14:50                          | 10:35                          | 17:10                                   | 16:20                                   |
| 16:10                          | 12:15                          | 19:10                                   | 18:20                                   |
| 17:30                          | 14:15                          | 21:10                                   | 20:20                                   |
| 18:50                          | 15:55                          |                                         | 22:20                                   |
| 20:10                          | 17:15                          |                                         |                                         |
| 22:10                          | 18:35                          |                                         |                                         |
|                                | 19:55                          |                                         |                                         |
| 21:15                          |                                |                                         |                                         |

1. ↑   DIRECTO, sin paso por Cobeña

### 16 - 31 julio
| Lunes a viernes laborables     | Lunes a viernes laborables     | Sábados laborables, domingos y festivos | Sábados laborables, domingos y festivos |
| Madrid > Cobeña > Nuevo Algete | Nuevo Algete > Cobeña > Madrid | Madrid > Cobeña > Nuevo Algete          | Nuevo Algete > Cobeña > Madrid          |
| 07:10                          | 06:55                          | 07:10                                   | 06:40                                   |
| 08:10                          | 08:20                          | 09:10                                   | 08:20                                   |
| 09:10                          | 10:20                          | 11:10                                   | 10:20                                   |
| 11:10                          | 12:20                          | 13:10                                   | 12:20                                   |
| 13:10                          | 14:20                          | 15:10                                   | 14:20                                   |
| 15:10                          | 16:20                          | 17:10                                   | 16:20                                   |
| 17:10                          | 18:20                          | 19:10                                   | 18:20                                   |
| 19:10                          | 20:20                          | 21:10                                   | 20:20                                   |
| 21:10                          | 22:20                          |                                         | 22:20                                   |

### 1 - 31 agosto
| Lunes a viernes laborables     | Lunes a viernes laborables     | Sábados laborables, domingos y festivos | Sábados laborables, domingos y festivos |
| Madrid > Cobeña > Nuevo Algete | Nuevo Algete > Cobeña > Madrid | Madrid > Cobeña > Nuevo Algete          | Nuevo Algete > Cobeña > Madrid          |
| 07:10                          | 08:20                          | 07:10                                   | 06:40                                   |
| 09:10                          | 10:20                          | 09:10                                   | 08:20                                   |
| 11:10                          | 12:20                          | 11:10                                   | 10:20                                   |
| 13:10                          | 14:20                          | 13:10                                   | 12:20                                   |
| 15:10                          | 16:20                          | 15:10                                   | 14:20                                   |
| 17:10                          | 18:20                          | 17:10                                   | 16:20                                   |
| 19:10                          | 20:20                          | 19:10                                   | 18:20                                   |
| 21:10                          | 22:20                          | 21:10                                   | 20:20                                   |
|                                |                                |                                         | 22:20                                   |

## Recorrido y paradas

### Sentido Cobeña - Nuevo Algete
La línea inicia su recorrido en el intercambiador subterráneo de Plaza de Castilla, en la dársena 6 (los servicios que parten desde la superficie del intercambiador de Plaza de Castilla lo hacen desde la dársena 42), en este punto se establece correspondencia con todas las líneas de los corredores 1 y 7 con cabecera en el intercambiador de Plaza de Castilla. En la superficie efectúan parada varias líneas urbanas con las que tiene correspondencia, y a través de pasillos subterráneos enlaza con las líneas 1, 9 y 10 del Metro de Madrid.
Tras abandonar los túneles del intercambiador subterráneo, la línea sale al Paseo de la Castellana, donde tiene una primera parada frente al Hospital La Paz (subida de viajeros). A partir de aquí sale por la M-30 hasta el nudo de Manoteras y toma la vía de servicio de la A-1.
En la vía de servicio tiene 4 paradas que prestan servicio al área industrial y empresarial de la A-1 hasta llegar al km. 15, donde toma de vuelta la A-1. Circula por ella hasta tomar la salida 20 y se adentra en las afueras del casco urbano de San Sebastián de los Reyes, realizando una parada en el Centro Comercial Alegra y 2 en la N-1.
En la N-1 realiza 2 paradas. Al final de la N-1, se desvía hacia la carretera M-100 en dirección a Algete (2 paradas). Circula por la carretera M-100 hasta desviarse y entrar a Cobeña antes de llegar al cruce con la carretera M-103. Circula por Cobeña por la Calle del Olivo (3 paradas) y se desvía para volver a tomar la carretera M-103 hacia Algete. Antes de llegar a Algete para en el polideportivo municipal de Cobeña y finalmente llega al casco urbano de Algete.
Entra a Algete por la Calle Mayor (1 parada), desviándose enseguida a la izquierda por la Calle de los Palomares (1 parada), girando poco después de nuevo a la izquierda por la Calle de los Olivos (1 parada), que recorre en su totalidad hasta desembocar en la Calle de Pío Baroja (sin paradas), por la que sale a la Calle de Valdeamor. Tiene su cabecera en la Plaza de los Poetas, la cual es atravesada por la Calle de Valdeamor.
| Código | Zona | Localidad                  | Denominación                                          | Ubicación                                        | Líneas de la parada | Metro             |
| ------ | ---- | -------------------------- | ----------------------------------------------------- | ------------------------------------------------ | --- | ----------------- |
| 17472F |      | Madrid                     | Intercambiador de Plaza de Castilla - Dársena 6       | Avenida de Asturias Nº2                          | 181 185 | Plaza de Castilla |
| 3253   |      | Madrid                     | Paseo de la Castellana - Hospital La Paz              | Paseo de la Castellana Nº304 - Acceso Nudo Norte | 173 174 176 151 152C 153 154C 155 155B 156 157 157C 159 161 171 181 182 183 184 185 191193194195196197N101 N102 N103 N104 | Begoña            |
| 3261   |      | Madrid                     | Avenida de Burgos - Avenida de Francisco Pi y Margall | Avenida de Burgos km. 10,3                       | 173 174 176 151 152C 153 154C 155 155B 156 157 157C 159 161 171 181 182 183 184 185 N101 N102 N103                        |                   |
| 06686  |      | Madrid                     | Avenida de Burgos - Centro Comercial Sanchinarro      | Avenida de Burgos Nº133                          | 151 152C 153 154C 155 156 157 157C 158 159 161 171 181 182 183 184 185 N101 N102 N103                                     |                   |
| 06687  |      | Madrid                     | Avenida de Burgos - Dominicos                         | Avenida de Burgos km. 11,3                       | 151 152C 153 154C 155 156 157 157C 158 159 161 171 181 182 183 184 185 N101 N102 N103                                     |                   |
| 06689  |      | Alcobendas                 | Carretera A-1 - Calle de Cuesta Blanca                | Carretera de Irún km. 13,7                       | 151 152C 153 154C 156 158 159 161 171 181 182 183 184 185 N101 N102 N103                                                  |                   |
| 16437  |      | San Sebastián de los Reyes | Carretera Antigua de Burgos - Centro Comercial Alegra | N-1 km. 19,9                                     | 161 166 171 180 181 182 183 185 191193194195196197210 N103 N104                                                           |                   |
| 06694  |      | San Sebastián de los Reyes | Carretera Antigua de Burgos - La Granjilla            | N-1 km. 20,3                                     | 161 166 171 180 181 182 183 185 N103                                                                                      |                   |
| 06695  |      | San Sebastián de los Reyes | Carretera Antigua de Burgos - Caravanas               | N-1 km. 21,9                                     | 161 166 171 180 181 182 183 185 N103                                                                                      |                   |
| 10227  |      | San Sebastián de los Reyes | Carretera M-100 - Camino viejo de Barajas             | M-100 km. 22,2                                   | 180 181 182 183 184 185 197 210 N103                                                                                      |                   |
| 06736  |      | San Sebastián de los Reyes | Carretera M-100 - El Casetón                          | M-100 km. 21,6                                   | 180 181 182 183 184 185 197 210 N103                                                                                      |                   |
| 17986  |      | Cobeña                     | Carretera M-103 - Urbanización El Mirador de Cobeña   | M-103 km. 3,1                                    | 183 185 263 |                   |
| 06738  |      | Cobeña                     | Calle del Olivo - Clínica Municipal                   | Calle del Olivo Nº14                             | 183 185 263 |                   |
| 10026  |      | Cobeña                     | Carretera M-118 - Camino de la Dehesa                 | Calle del Olivo Nº2D                             | 183 185 263 |                   |
| 11949  |      | Cobeña                     | Carretera M-103 - Polideportivo                       | Carretera M-103 km. 5,9                          | 183 185 254 263 FS2 |                   |
| 06740  |      | Algete                     | Calle Mayor - Calle de San Juan de la Cruz            | Calle Mayor Nº50                                 | 180 181 182 183 185 263                                                                                                   |                   |
| 11691  |      | Algete                     | Calle de los Palomares - Parque de los Olivos         | Calle de los Palomares Nº19                      | 185 i1 |                   |
| 11692  |      | Algete                     | Calle de los Olivos - Calle de María Amor             | Calle de los Olivos Nº18                         | 185 i1 |                   |
| 11696  |      | Algete                     | Calle de Valdeamor - Plaza de los Poetas              | Calle de Valdeamor Nº117                         | 185 N103 |                   |

1. ↑  A efectos de nomenclatura, para las líneas de la EMT esta parada se llama Paseo de la Castellana - Nudo Norte
2. 1 2 3 4 5 6 7 8 9 10 11 12 13 14  Solo permite la subida de viajeros

### Sentido Madrid (Plaza de Castilla)
El recorrido en sentido Madrid es igual al de ida pero en sentido contrario excepto en determinados puntos:
- La expedición que no pasa por Cobeña realiza 2 paradas en los polígonos industriales de Algete en la carretera M-106.
- En la vía de servicio de la A-1 realiza adicionalmente las paradas 06864 - Carretera A-1 - El Encinar de los Reyes y 3265 - Avenida de Burgos Nº87 - Paso Elevado. Las parejas de las paradas 06864 y 3265 no se realizan a la ida.

| Código                                                    | Zona | Localidad                  | Denominación                                          | Ubicación                                  | Líneas de la parada                                                                                       | Metro             |
| --------------------------------------------------------- | ---- | -------------------------- | ----------------------------------------------------- | ------------------------------------------ | --- | ----------------- |
| 11696                                                     |      | Algete                     | Calle de Valdeamor - Plaza de los Poetas              | Calle de Valdeamor Nº117                   | 185 N103                                                                                                  |                   |
| 11693                                                     |      | Algete                     | Calle de los Olivos - Calle de María Amor             | Calle de los Olivos Nº19                   | 185 N103 i1                                                                                               |                   |
| 06744                                                     |      | Algete                     | Calle Mayor - Parque de los Olivos                    | Calle Mayor Nº50                           | 180 181 182 183 185 263 N103                                                                              |                   |
| Los servicios DIRECTOS no realizan las siguientes paradas |      |                            |                                                       |                                            | |                   |
| 11948                                                     |      | Cobeña                     | Carretera M-103 - Polideportivo                       | Carretera M-103 km. 5,9                    | 183 185 254 263 FS2 N103                                                                                  |                   |
| 10025                                                     |      | Cobeña                     | Calle del Olivo - Plaza de las Eras de Arriba         | Calle del Olivo Nº1                        | 183 185 263 N103                                                                                          |                   |
| 12621                                                     |      | Cobeña                     | Calle del Olivo - Clínica Municipal                   | Calle del Olivo Nº16                       | 183 185 263 N103                                                                                          |                   |
| 17985                                                     |      | Cobeña                     | Carretera M-103 - Urbanización El Mirador de Cobeña   | M-103 km. 3,1                              | 183 185 263 N103                                                                                          |                   |
| Los servicios DIRECTOS realizan las siguientes paradas    |      |                            |                                                       |                                            | |                   |
| 06745                                                     |      | Algete                     | Carretera M-106 - Polígono Industrial El Nogal        | M-106 km. 2,7                              | 180 181 182 184 185 N103                                                                                  |                   |
| 06746                                                     |      | Algete                     | Carretera M-106 - Polígono Industrial Río de Janeiro  | M-106 km. 3,5                              | 180 181 182 184 185 N103                                                                                  |                   |
| Paradas del itinerario normal                             |      |                            |                                                       |                                            | |                   |
| 06747                                                     |      | San Sebastián de los Reyes | Carretera M-100 - El Casetón                          | M-100 km. 21,6                             | 180 181 182 183 184 185 197210N103                                                                        |                   |
| 10228                                                     |      | San Sebastián de los Reyes | Carretera M-100 - Camino viejo de Barajas             | M-100 km. 22,4                             | 180 181 182 183 184 185 197210N103                                                                        |                   |
| 06749                                                     |      | San Sebastián de los Reyes | Carretera Antigua de Burgos - Granja Escuela          | N-1 km. 21,9                               | 161 166 171 180 181 182 183 184 185 N103                                                                  |                   |
| 06750                                                     |      | San Sebastián de los Reyes | Carretera Antigua de Burgos - La Granjilla            | N-1 km. 20,4                               | 161 166 171 180 181 182 183 184 185 N103                                                                  |                   |
| 16438                                                     |      | San Sebastián de los Reyes | Carretera Antigua de Burgos - Centro Comercial Alegra | N-1 km. 19,9                               | 166 171 180 181 182 183 184 185 191193194195196197210N103 N104                                            |                   |
| 06863                                                     |      | Alcobendas                 | Carretera A-1 - Calle de Cuesta Blanca                | Carretera de Irún km. 14,2                 | 151 152C 153 154C 156 158 159 161 171 181 182 183 184 185 N101 N102 N103                                  |                   |
| 06864                                                     |      | Alcobendas                 | Carretera A-1 - El Encinar de los Reyes               | Carretera de Irún km. 13                   | 151 152C 153 154C 155 156 158 159 161 171 181 182 183 184 185 N101 N102 N103                              |                   |
| 06865                                                     |      | Madrid                     | Avenida de Burgos - Dominicos                         | Avenida de Santo Domingo de la Calzada Nº1 | 151 152C 153 154C 155 156 157 157C 158 159 161 171 181 182 183 184 185 N101 N102 N103                     |                   |
| 50000                                                     |      | Madrid                     | Avenida de Burgos - Centro Financiero                 | Avenida de Burgos Nº135                    | 151 152C 153 154C 155 156 157 157C 158 159 161 171 181 182 183 184 185 N101 N102 N103                     |                   |
| 3602                                                      |      | Madrid                     | Avenida de Burgos Nº93                                | Avenida de Burgos km. 10,1                 | 173 174 176 SE833 151 152C 153 154C 155 155B 156 157 157C 159 161 171 181 182 183 184 185 N101 N102 N103  |                   |
| 3265                                                      |      | Madrid                     | Avenida de Burgos Nº87 - Paso Elevado                 | Avenida de Burgos Nº87                     | 173 174 176 SE833 151 152C 153 154C 155 155B 156 157 157C 159 161 171 181 182 183 184 185 N101 N102 N103  |                   |
| 10550                                                     |      | Madrid                     | Paseo de la Castellana - Hospital La Paz              | Paseo de la Castellana Nº296               | 151 152C 153 154C 155 155B 156 157 157C 159 161 181 182 183 184 185 191193194195196197N101 N102 N103 N104 | Begoña            |
| 17472                                                     |      | Madrid                     | Intercambiador de Plaza de Castilla                   | Avenida de Asturias Nº2                    | Descenso en las dársenas 8, 9 y 10.                                                                       | Plaza de Castilla |

1. 1 2 3 4 5 6 7 8 9 10 11 12 13 14 15 16 17 18 19  Solo permite el descenso de viajeros
2. ↑  A efectos de nomenclatura, para las líneas de la EMT esta parada se llama Avenida de Burgos - Avenida de Manoteras